# Германская концессия в Ханькоу
Немецкая концессия Ханькоу является одной из двух китайских концессий в современном Китае (другая — Немецкая концессия Тяньцзиня), а также одной из пяти концессий Ханькоу.

## История
В 1895 году, чтобы отблагодарить Германию за участие в «Интервенции трех держав по возвращению Ляодуна», китайское правительство вынудило Японию уйти с Ляодунского полуострова, полученного по Симоносекскому договору, и согласилось на уступку Германии в Китае. 3 октября Германия открыла свою первую концессию в Китае в Ханькоу. Площадь составляет 600,000 км².
14 марта 1917 года, во время Первой мировой войны, правительство Бэйяна объявило о разрыве дипломатических отношений с Германией, а на следующий день 200 солдат и полицейских были отправлены в немецкую концессию в Ханькоу. 14 августа правительство в Бэйяне объявило войну Германии. Версальский мирный договор, подписанный 28 июня 1919 года, подтвердил возобновление Китаем двух германских концессий в Тяньцзине и Ханькоу. В результате немецкая концессия Ханькоу была преобразована в Первую особую зону Ханькоу.

## Управление

### Консульство Германии в Ханькоу
Двухэтажное викторианское желтое здание с видом на реку Янцзы, окруженное аллеями, площадью застройки 3202 квадратных метра, в настоящее время является муниципальным офисом иностранных дел по адресу No 2 Yiyuan Road.

### Бюро Министерства промышленности
В 1895 году Германия учредила концессию в Ханькоу. Консульство Германии в провинции Хань создало бюро Министерства промышленности, которое находится по адресу улица Шэнли, 271, район Цзянъань, и комнату для патрулирования полиции при Министерстве промышленности. Здание относится к стилю ренессанс, стена высокая, а окно маленькое, дно выполнено из темно-красного песчаника, наружное окно представляет собой круглую арку, а оконная рама залит железобетоном. Выступающие башни по углам здания усиливают охранную функцию. Однако крыша главного здания и минарет колокольни были взорваны во время Второй мировой войны. В 1921 году немецкая концессия была возвращена, и бывшее здание Бюро Министерства промышленности стало «Администрацией особой зоны» уханьских властей правительства Бэйяна, а после 1949 года было передано Уханьскому муниципальному бюро общественной безопасности. В 1993 году бывшие Бюро немецких концессий Ханькоу и здание патрульного дома были внесены в список отличных исторических и культурных зданий в Ухане, а в 2018 году они начали реставрироваться и будут преобразованы в Музей полиции Уханя.

## Муниципалитет

### Дороги
| Нынешнее название                                         | Китайское название улицы     | Прежде          |
| --------------------------------------------------------- | ---------------------------- | --------------- |
| Дорога Уан Юань                                           | 一元路                       | Улица Августа   |
| Эрьяо Роуд                                                | 二曜路                       | Улица Виктория  |
| Саньянг Роуд                                              | 三阳路                       | Улица Уцена     |
| Четыре единственные дороги                                | 四唯路                       | Улица Ниен      |
| Уфу Роуд                                                  | 五福路                       | Шарлоттен-стрит |
| Дорога Люхэ                                               | 六合路                       | Доротин-стрит   |
| Улица Победы                                              | 胜利街                       | Улица Ханьчжун  |
| Проспект Яньцзян                                          | 沿江大道                     | Риверсайд-стрит |
| Проспект Чжуншань (от улицы Июань до улицы Чэнь Хуайминь) | 中山大道(一元路至陈怀民路段) | Улица Ханьцзин  |

## Экономика

### Торговля
- Rui Kee & Co
- Melchers & Co

### Промышленность
- Yizhong Tobacco Company
- Британская фабрика по производству яиц Hutchison

В районе, где находится немецкая концессия Ханькоу, некоторые здания, оставшиеся с того времени, сохранились до наших дней:
- Консульство Германии, как часть современного архитектурного комплекса Ханькоу, внесено в список национальных ключевых объектов охраны культурных реликвий.
- Патрульный дом Министерства промышленности Германии, построенный в 1895 году по адресу улица Победы, 271, внесен в список памятников архитектуры.
- Здание Мэлчерса в Ханькоу, построенное в 1896 году по адресу улица Июань, 2, внесено в список объектов защиты культурных реликвий в Ухане.
- Офис таможенного надзора Цзянхань (ныне муниципальный архив), построен в 1905 году, дом No 5 по улице Июань, внесен в список охраняемых зданий.

Кроме того, здесь также находится Amway British & Foreign Company (ныне отель Victory), который был построен в 1929 году после того, как немецкая концессия была возвращена Китаю, расположенный по адресу No 10 Siwei Road, и также внесен в список памятников архитектуры.